# Otrúbnie
Otrúbnie - Отрубные (rus) - és un khútor del krai de Krasnodar, a Rússia. Es troba al delta del riu Kuban, a la vora de l'Anguélinski. És a 19 km a l'oest de Poltàvskaia i a 67 al nord-oest de Krasnodar.
Pertany a l'stanitsa de Staronijesteblíevskaia.